# Filmaři
Filmaři (v originále Travelling Avant) je francouzský hraný film z roku 1987, který režíroval Jean-Charles Tacchella podle vlastního scénáře. Snímek měl světovou premiéru dne 19. srpna 1987.

## Děj
Nino přijíždí do Paříže, protože zde může vidět více filmů než kdekoli jinde. Jednoho večera v říjnu 1948 se v předměstském kině seznámí s Donaldem, stejným filmovým nadšencem jako je on sám. Brzy potkávají Barbaru, dívku ve stejném věku jako oni,  kterou ke kinu přivedl její bývalý partner. Donald začne vztah s Barbarou, zatímco Nino se snaží prosadit mezi režiséry jako asistent, a sní o založení vlastního filmového klubu. K tomu se mu podaří svést mladou uvaděčku Janine, jejíž strýc provozuje kino a je ochoten jeden večer v týdnu propůjčit sál k promítání.

## Obsazení
| Thierry Frémont     | Nino                      |
| Ann-Gisel Glass     | Barbara                   |
| Simon de La Brosse  | Donald                    |
| Sophie Minet        | Angele                    |
| Laurence Côte       | Janine                    |
| Luc Lavandier       | Gilles                    |
| Nathalie Mann       | Vicky                     |
| Jacques Serres      | Roger                     |
| Alix de Konopka     | Wanda                     |
| Philippe Laudenbach | dvojník Juliena Duviviera |
| Jean-Michel Molé    | majitel kina              |
| Catherine Hubeau    | Donaldova matka           |
| Claude Beylie       | uvaděč v kině             |
| Jean-Michel Arnold  | uvaděč v kině             |
| Julia Cordonnier    | členka Armády spásy       |

## Ocenění
- César: nejslibnější herec (Thierry Frémont)